# Expedice 24
Expedice 24 byla čtyřiadvacátou výpravou na Mezinárodní vesmírné stanici. Expedice byla zahájena odletem kosmické lodě Sojuz TMA-17 od stanice 2. června 2010 a ukončena odletem Sojuzu TMA-18 25. září 2010. Velitelem expedice byl ruský astronaut Alexandr Skvorcov ml..
Sojuz TMA-18 a Sojuz TMA-19 sloužily u ISS jako záchranné lodě.

## Posádka
| Expedice 24       | Expedice 24                                      | Expedice 24                                      |
| Pozice            | První část (2. – 17. června 2010)                | Druhá část (17. června – 16. září 2010)          |
| ----------------- | ------------------------------------------------ | ------------------------------------------------ |
| Velitel           | Alexandr Skvorcov ml., (1) Roskosmos (CPK)       | Alexandr Skvorcov ml., (1) Roskosmos (CPK)       |
| Palubní inženýr 2 | Tracy Caldwellová, (2) NASA                      | Tracy Caldwellová, (2) NASA                      |
| Palubní inženýr 3 | Michail Kornijenko, (1) Roskosmos (RKK Eněrgija) | Michail Kornijenko, (1) Roskosmos (RKK Eněrgija) |
| Palubní inženýr 4 |                                                  | Douglas Wheelock, (1) NASA                       |
| Palubní inženýr 5 |                                                  | Fjodor Jurčichin, (3) Roskosmos (RKK Eněrgija)   |
| Palubní inženýr 6 |                                                  | Shannon Walkerová, (1) NASA                      |

V závorkách je uveden dosavadní počet letů do vesmíru včetně této mise.

## Záložní posádka
Záložní posádku tvořili:
- Andrej Borisenko – velitel, Roskosmos (RKK Eněrgija)
- Alexandr Samokuťajev, Roskosmos (CPK)
- Scott Kelly, NASA
- Dmitrij Kondraťjev, Roskosmos (CPK)
- Paolo Nespoli, ESA
- Catherine Colemanová, NASA